# 朱海珊
朱海珊，台灣豫劇演員，工生行，本名朱美麗，宜蘭人，在臺灣豫劇團擔任排練指導。

## 生平
朱海珊在1968年考入中華民國陸軍陸光豫劇隊第一期，學習豫劇，同期學生有趙修鳳、李淑萍、尤賽美等。1971年陸光豫劇隊解散，全部5名學生皆轉入中華民國海軍陸戰隊飛馬豫劇隊第二期，最終僅有朱海珊留下，其餘4人退學或轉學。早期學生有伍海春、潘海英、曹海婷、潘海芬等12人，工於小生與老生行當。
轉隊至飛馬豫劇隊的朱海珊，漸受劇團器重。1984年，原本由張岫雲特意栽培的小生劉海燕(1977年中國文藝協會豫劇表演獎得主)離隊，改由朱海珊擔任男主角，長期與王海玲配戲，成為劇團的當家小生。她亦曾與空軍大鵬豫劇團台柱毛蘭花、飛馬豫劇隊張岫雲同臺演出。朱海珊主演作品有《包公誤》、《王魁負桂英》、《拜月亭》、《中國公主杜蘭朵》、《新對花槍》、《慈禧與珍妃》（2008年得行政院新聞局金鐘獎）、豫莎劇三部曲《約/束》《量．度》《天問》等。2009年，她獲得第15屆全球中華文化藝術薪傳獎。
朱海珊與王海玲是臺灣豫劇團的傳承者，主要擔任唱腔及語言指導老師，協助非豫劇科班的新進演員學習豫劇。朱海珊除了演出與教學，也曾出任演出課課長一職，擔任排練指導。
朱海珊的公職退休作品是《求你騙騙我》（又稱《神算記》），飾演男主角金登科，2023年在新北及臺南演出，由曾在海軍陸戰隊服兵役的朱陸豪擔任導演，兩人繼《拜月亭》後，再次合作。